# Alas de paz
Alas de paz es una película dirigida por Juan Parellada y estrenada en el año 1943 ambientada en la industria de la aviación.

## Argumento
Recién terminada la guerra civil española un piloto licenciado ingresa en una fábrica de aviones como mecánico supervisor. Finalmente termina casándose con la hina del mayor accionista y llega a ser nombrado director de la empresa.